# 갈리카노넬라치오
갈리카노넬라치오(이탈리아어: Gallicano nel Lazio)는 이탈리아 라치오주 로마현에 위치한 코무네다. 로마로부터 동쪽 25km 거리에 있다.